# Marie-Christine d'Autriche (1742-1798)
Pour les articles homonymes, voir Marie-Christine d'Autriche (homonymie).
Marie Christine Jeanne Josèphe Antoinette d'Autriche (Maria Christina Johanna Josepha Antonia), archiduchesse d'Autriche, princesse de Bohême et de Hongrie, duchesse de Saxe, née à Vienne le 13 mai 1742 et morte le 24 juin 1798, est gouvernante des Pays-Bas autrichiens de 1780 à 1789 sous l’égide de son frère Joseph II. Les Pays-Bas autrichiens deviennent en 1790 les États belgiques unis. Léopold II succède à son frère Joseph et reprend pour un très court moment le territoire convoité par la France. 

## L'affection d'Isabelle

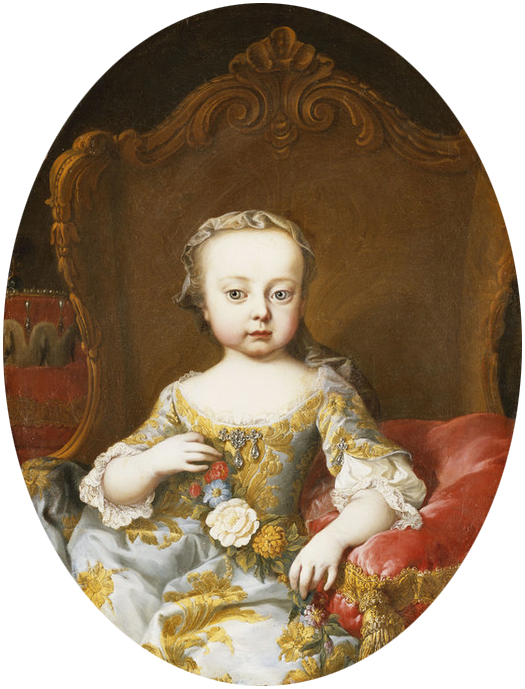
Marie Christine enfant, par Martin van Meytens.

L'archiduchesse est le cinquième enfant de l'empereur François Ier de Lorraine et de l'impératrice-reine Marie-Thérèse.

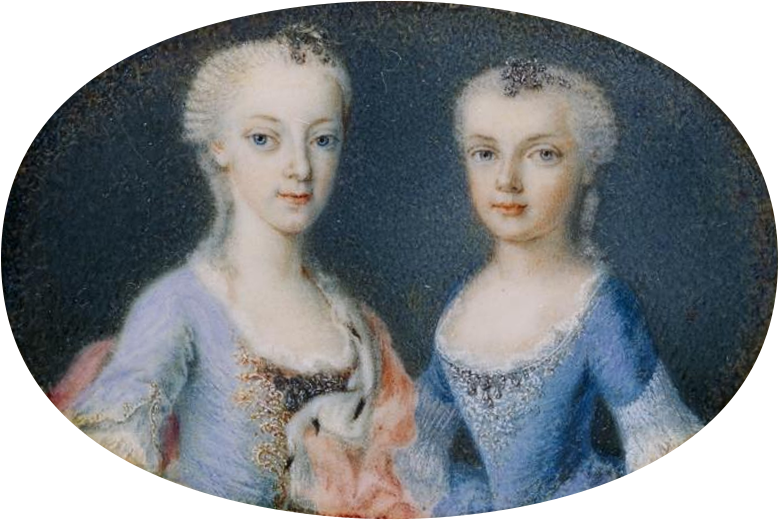
Marie Christine et sa sœur aînée Marie-Anne, par peintre inconnu.

Marie-Christine, surnommée Mimi dans sa famille, née le même jour que sa mère (13 mai) et après la naissance si attendue de l'héritier du trône, le futur Joseph II en mars 1741, est l'enfant favori de sa mère. La préférence dont l'impératrice fait montre à son égard lui vaut la jalousie de ses frères et sœurs, particulièrement de l'empereur Joseph II, dont la première épouse, Isabelle de Parme, semble elle aussi préférer la compagnie de Marie-Christine à celle de son mari. Les lettres écrites par Isabelle à Marie-Christine sont d'un ton extrêmement passionné, et sont le témoignage des sentiments exacerbés qu'éprouve Isabelle, jeune femme étrangère, très intelligente mais fragile voire dépressive envers sa belle-sœur. Il est toutefois difficile de leur donner une signification précise selon les conceptions actuelles de l'homosexualité. Le XVIIIe siècle n'a pas la même vision de l'homosexualité féminine qu'aujourd'hui. Les expressions de tendresse exaltées qu'on trouve dans cette correspondance sont tout à fait conformes à la mode de l'époque (telles qu'elles abondent, par exemple, dans la correspondance - littéraire - entre Julie et Claire de La Nouvelle Héloïse, ou dans celle - authentique - entre la duchesse de Devonshire et Lady Foster).
Face à l'exaltation amoureuse d'Isabelle, Marie-Christine semble avoir montré une attitude plus compassée, s'efforçant en vain de remettre Isabelle dans un état d'esprit plus raisonnable (les lettres de Marie-Christine n'ont jamais été retrouvées, mais on déduit leur contenu des réponses d'Isabelle, qui souffre de la non-réciprocité de ses sentiments).
Au surplus, précisément à cette époque, Marie-Christine est amoureuse du duc Louis de Wurtemberg, et s'est même fiancée secrètement avec lui. Le mariage n'a pas lieu car le prince, cadet d'une petite famille régnante, n'est pas considéré comme un parti suffisant par l'Impératrice. Marie-Christine, face aux effusions croissantes d'Isabelle, finit par se résoudre à éviter soigneusement de se trouver seule avec elle, ne la rencontrant plus qu'en public dans les cérémonies de la Cour. Enfin, elle choisit de s'éloigner définitivement en s'établissant à Prague. De cette époque datent les lettres les plus désespérées d'Isabelle, qui se livre alors avec Marie-Christine à un véritable chantage au suicide. À quoi Marie-Christine répond froidement (une de ses rares lettres subsistantes) : « Votre désir de mort est une chose entièrement mauvaise, et qui témoigne de votre égoïsme ou d'une prétention aux résolutions héroïques ».
Au demeurant, « Isabelle était déchirée entre ses sentiments pour sa belle-sœur, son devoir envers son mari, et sa foi catholique ardente. Elle se sentait mourir de honte et de culpabilité (« Dieu connaît mon désir de fuir une vie par laquelle je L'offense chaque jour », écrit-elle ailleurs). Son sentiment de faute est impressionnant. Marie-Thérèse semble ne s'être jamais aperçue de rien. »
Après la mort d'Isabelle, dont Joseph II est désespéré, Marie-Christine elle-même offre à son frère, pour le consoler par un souvenir de sa femme, l'ensemble des lettres qu'elle a reçues de la défunte, et ce dernier les conserve soigneusement dans ses propres papiers.

## Habile et intelligente

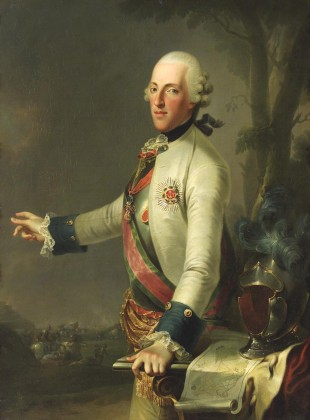
Albert de Saxe, duc de Teschen.

Marie-Christine de Habsbourg-Lorraine, archiduchesse d'Autriche, duchesse de Teschen, gouvernante des Pays-Bas. Tableau de Johann Zoffany, 1776.

Marie-Christine est une femme très intelligente qui, avec les conseils de sa belle-sœur Isabelle de Bourbon-Parme a toujours su très habilement gérer ses relations avec ses parents, particulièrement sa mère. La mort inopinée de son père, l'empereur François Ier, ayant plongé l'impératrice Marie-Thérèse dans une dépression profonde, Marie-Christine profite de cette faiblesse momentanée pour arracher à sa mère l'autorisation de se marier par amour plutôt que par raison d'État. Elle est en effet amoureuse du prince Albert de Saxe depuis un certain temps, et cette union a d'abord été rejetée par l'impératrice, comme peu prestigieuse et par l'empereur qui voulait marier Marie-Christine au fils de sa sœur défunte Benoît de Savoie, comte de Chablais. Son père étant mort en août 1765, sa mère sombrant dans un désespoir profond, Marie-Christine finit ainsi par parvenir à ses fins, et elle épouse Albert en 1766. Albert, qui est le quatrième fils du roi de Pologne, n'a que peu de chance de porter un jour une couronne. Pour dissimuler ce handicap politique,  Marie-Thérèse titre son gendre duc de Teschen puis les deux époux sont nommés conjointement gouverneurs des Pays-Bas autrichiens à la mort de leur oncle, le prince Charles-Alexandre de Lorraine en 1780.

## Marie-Antoinette
Marie-Christine est probablement celle de ses sœurs avec qui Marie-Antoinette, de treize années sa cadette, s'entend le moins. La préférence trop accusée de sa mère ne fut jamais pardonnée. En outre, Marie-Christine étant gouvernante générale des Pays-Bas, où paraissent la majorité des pamphlets satiriques dirigés contre elle, la reine de France est persuadée que sa sœur envoie à leur mère tous les ragots à son propos imprimés à Bruxelles. Ainsi, lorsque Marie-Thérèse écrit à Marie-Antoinette pour lui reprocher une dépense exorbitante consacrée à l'achat de bracelets de diamants, Marie-Antoinette écrit aussitôt à l'ambassadeur Florimond de Mercy-Argenteau son opinion sur la façon dont Marie-Thérèse a eu vent de cette affaire. « C'est sûrement encore la Marie [Christine], c'est de la jalousie, c'est bien dans son goût… »
Lorsque Marie-Christine et son mari viennent visiter le roi et la reine à Versailles, Marie-Antoinette prévient Mercy très nettement qu'elle n'a pas envie de supporter la présence de sa sœur au quotidien et qu'il doit s'arranger pour prévoir un emploi du temps qui la débarrasserait de Marie-Christine le plus souvent possible. De fait, si Louis XVI s'entend très bien avec ce beau-frère qui est aussi son jeune oncle (rappelons qu'Albert est le dernier frère de Marie-Josèphe de Saxe, la propre mère de Louis XVI), les rapports entre Marie-Christine et Marie-Antoinette sont d'une extrême froideur, et Marie-Antoinette, contrairement à l'usage, ne fait organiser pour sa sœur ni réception à Trianon, ni aucune soirée de gala particulière.
En revanche, Marie-Thérèse, la fille de Marie-Antoinette, est très proche de sa tante pendant son exil à Vienne jusqu'à la mort de cette dernière en 1798.

## Un couple d'artistes
L'union d'Albert et Marie-Christine est parfaitement heureuse, les deux époux partageant entre autres la même passion pour le dessin. Albert réunit une des plus belles collections de dessins au monde, aujourd'hui conservée dans le célèbre musée viennois qui porte son nom, l'Albertina. Marie-Christine peint de son côté en amateur des aquarelles et des gouaches conservées aujourd'hui à Schoenbrunn, qui nous permettent de contempler la famille impériale dans l'intimité. On cite entre autres son autoportrait, une représentation de l'accouchement de sa belle-sœur Isabelle, et une représentation d'un matin de la Saint Nicolas au coin du feu, l'empereur François Ier lisant son journal, Marie-Thérèse préparant le café, tandis que les plus jeunes enfants impériaux découvrent leurs cadeaux dans leurs souliers (une poupée pour Marie-Antoinette, mais un fouet pour Ferdinand en pleurs, qui regrette sûrement de ne pas avoir été sage…).
À Bruxelles, Marie-Christine et Albert bâtissent en 1782-1784 le château de Laeken (l'actuelle résidence de la famille royale de Belgique), œuvre de l'architecte Louis Montoyer et des meilleurs artistes européens, sculpteurs, décorateurs, paysagistes, etc. En 1786, le couple décide de faire un voyage incognito, sous les noms de Comte et Comtesse de Bellye, pour visiter les cotes françaises de Nantes à Dunkerque. Ils passent 2 jours dans chaque port dont Lorient où ils admirent un bateau à quai, appartenant à Jean Peltier Dudoyer, Le Bretton, 1 200 tx, décoré pour l'occasion, et 3 jours à Brest en raison de l'arsenal. 

## Adoption de l'archiduc
La seule déception de ce mariage est dans sa postérité : Albert et Marie-Christine n'ont en effet qu'une fille, qui meurt le lendemain de sa naissance, le 17 mai 1767, la princesse Marie-Thérèse de Saxe-Teschen (rappelons que Marie-Thérèse avait décidé qu'elle serait la marraine de la fille aînée de chacun de ses enfants, qui tous devraient donner à leur fille aînée le prénom de leur grand-mère). Marie-Christine ne pouvant plus avoir d'autres enfants, le couple adopte un neveu de Marie-Christine, l'archiduc Charles-Louis, né en 1771.

## Chassée de ses États

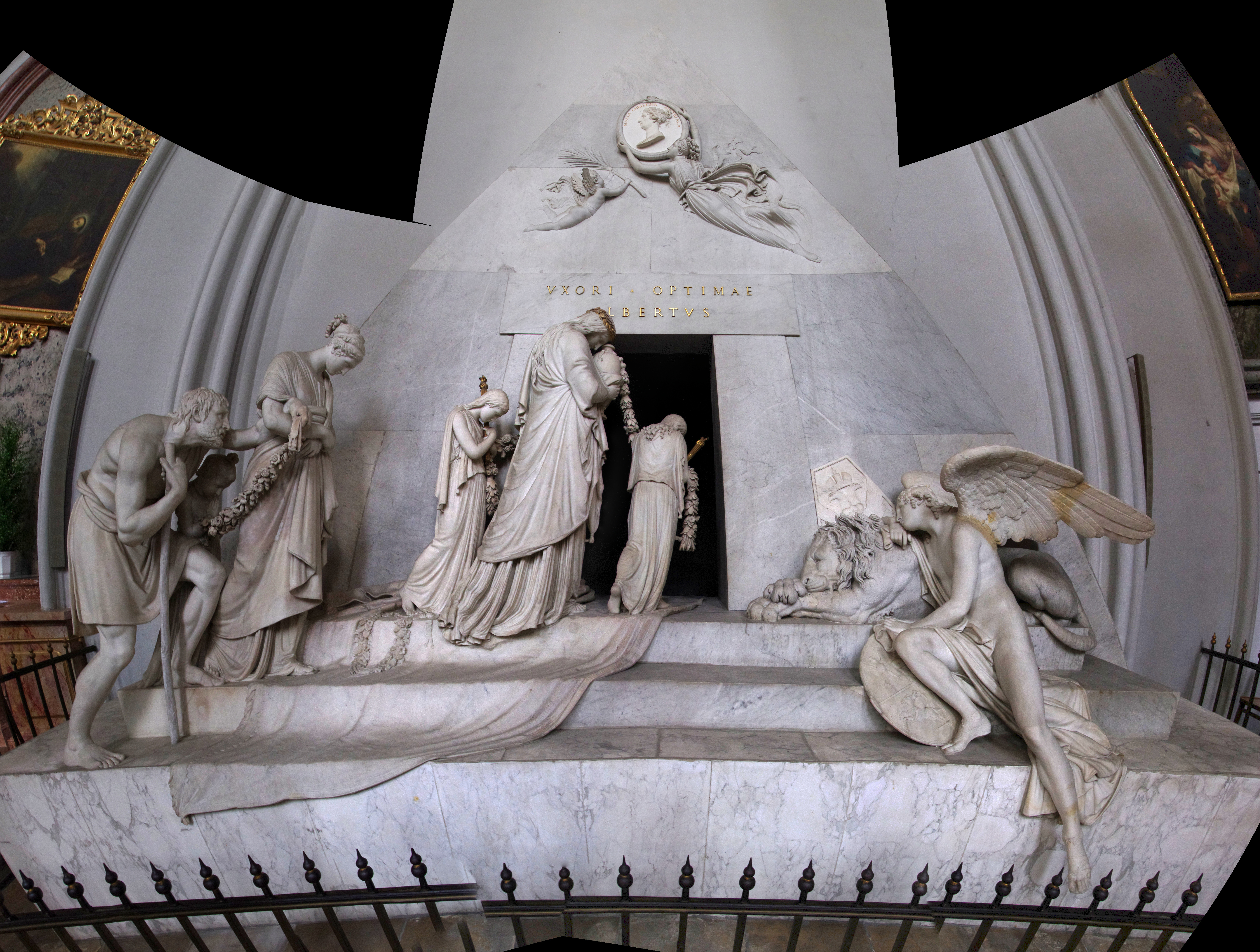
Antonio Canova, monument funéraire de Marie-Christine d'Autriche.

Le couple doit lutter contre la révolte de leurs États causée par les maladroites réformes de l'empereur Joseph II, frère de Marie-Christine. C'est la révolution brabançonne qui, en 1789, donne naissance aux États-Belgiques-Unis.
Après une tentative de l'Autriche de se réinstaller - qui ne dure guère - en 1793, Marie-Christine et Albert, chassés par les armées de la Révolution française, se retirèrent dans la capitale autrichienne.
Morte du typhus en 1798, Marie-Christine est inhumée à Vienne, dans la crypte impériale de l'église des Capucins, habituelle nécropole des Habsbourgs. Mais en outre, dans l'église des Augustins, paroisse de la famille impériale, son mari lui fit élever un beau monument par le grand sculpteur italien Canova, avec une simple inscription : « Uxori optimae. Albertus » (« À la meilleure des épouses. Albert »).